# Savoisy
Savoisy település Franciaországban, Côte-d’Or megyében. Lakosainak száma 195 fő (2022. január 1.). Savoisy Nesle-et-Massoult, Montbard, Étais, Fontaines-les-Sèches, Planay, Puits és Verdonnet községekkel határos.

## Népesség
A település népessége az elmúlt években az alábbi módon változott:
| Lakosok száma | 287  | 242  | 249  | 226  | 204  | 203  | 200  | 193  | 194  | 195  |
|               | 1968 | 1982 | 1990 | 2006 | 2013 | 2015 | 2017 | 2019 | 2020 | 2022 |